# Tylko Rock
Tylko Rock – polski miesięcznik zajmujący się muzyką rockową, ukazujący się w latach 1991–2002. Założycielami pisma byli Wiesław Królikowski i Wiesław Weiss, znani wcześniej z Magazynu Muzycznego. Jego bezpośrednią kontynuacją jest Teraz Rock, wydawany od 2003.

## Historia pisma
Pierwszy numer ukazał się we wrześniu 1991, jego wydawcą była Res Publica Press, składał się z 72 stron i wyszedł w nakładzie 75 tysięcy egzemplarzy, w kolejnych numerach redakcja podawała nakład 60 tysięcy. W trakcie istnienia pismo kilka razy zmieniało layout: w 1994, 1996, 1998 i dwukrotnie w 2002. Objętość była zmienna i wynosiła 62–116 stron. 
W 2000 pismo przejęła grupa 4Media i wydawane było przez kilka firm: Y-Press, Dom Wydawniczy Wolne Słowo S.A., a na końcu przez Dom Wydawniczy Media Kolor. 4Media wkrótce upadła – i zdaniem redaktora naczelnego doprowadziła pismo do upadku. Jesienią 2002, po wydaniu 134 numerów, pismo przestało się ukazywać. 
Redakcja znalazła nowego wydawcę i stworzyła bezpośrednią kontynuację czyli Teraz Rock, którego pierwszy numer ukazał się w marcu 2003. 

## Zawartość pisma
Tylko Rock promował się jako „jedyne pismo rockowe w Polsce”. Pismo publikowało liczne wywiady z zagranicznymi muzykami. Główną część każdego numeru stanowiła obszerna wkładka z monograficznym omówieniem jednego wykonawcy – zwykle z zagranicy. W piśmie funkcjonowały łącznie 152 rubryki – część z nich obecna w każdym numerze, np. relacje z koncertów, recenzje i „Świeży krem” (aktualności), część periodyczna. 
Najwięcej publikacji w piśmie poświęcono następującym wykonawcom: Deep Purple, The Beatles, U2, Metallica, Pink Floyd, Pearl Jam, The Cure, The Rolling Stones, Dżem i Oasis. Polską specyfiką pisma była duża popularność wykonawców z kręgu rocka progresywnego i neoprogresywnego. 
Pod koniec lat 90. pismo pod nowym szyldem „Magazyn nie tylko popkulturalny” podjęło próby poszerzenia tematyki o inne gatunki muzyczne (np. pop), a także recenzje filmowe. 
Artur Trudzik podkreślał, że redakcja periodyku starała się utrzymać tytuł na odpowiednim poziomie merytorycznym i edytorskim. Według Jana Skaradzińskiego pismo wyróżniało się rzetelnością, dobrą polszczyzną, choć jednocześnie recenzje w dużym stopniu reklamowały płyty. 
Według Trudzika Tylko Rock był jedynym polskim czasopismem muzycznym, które doczekało się kompleksowych, medioznawczych badań monograficznych. 

## Redakcja i współpracownicy
Przez cały okres istnienia pisma redaktorem naczelnym pozostawał Wiesław Weiss, a jego zastępcą Wiesław Królikowski. Z pismem współpracowali m.in. Igor Stefanowicz, Robert Sankowski, Grzegorz Kszczotek, Tomasz Beksiński, Daniel Wyszogrodzki, Wojciech Machała, Krzysztof Celiński, Maria Szelichowska, Jacek Leśniewski, Grzegorz K. Kluska, Bartek Koziczyński, Marcin Gajewski i Michał Kirmuć. Łącznie w ciągu całej historii pisma, ukazały się w nim teksty 709 autorów.
Stałą częścią pisma były felietony muzyków – autorami tekstów byli m.in. Czesław Niemen, Tomek Lipiński, Lech Janerka, Kora, Kazik Staszewski. Felietony Staszewskiego opublikowane zostały też później w zbiorze "Niepiosenki". 